# 범포역
범포역(范浦驛)은 조선민주주의인민공화국 함경남도 금야군 범포리에 위치한 평라선의 역이다. 여객과 화물을 모두 취급한다.

## 연혁
- 1935년 5월 1일: 함경선의 역으로 영업 개시[2]
- 일자 불명: 평라선으로 편입